# Витебское художественное училище
Витебское народное художественное училище существовало в 1919—1941 годах. Первый набор в училище начался 11 ноября 1918 года. Торжественное открытие учебного заведения состоялось 28 января 1919 года уполномоченным Коллегии по делам искусств в Витебской губернии Марком Шагалом.

## Названия
Название учебного заведения претерпевало изменения несколько раз:
- Первое высшее художественное училище (1919—1920),
- Свободные государственные художественные мастерские (1920—1921),
- Высшие государственные художественно-технические мастерские (1921—1922),
- Государственный художественно-практический институт (1922—1923),
- 1 сентября 1923 года реорганизовано в Витебский художественный техникум,
- Белорусский художественный техникум (1924—1934),
- Витебское художественное училище (с 1934 года)[1] (1939)[2].

## Шагаловский период

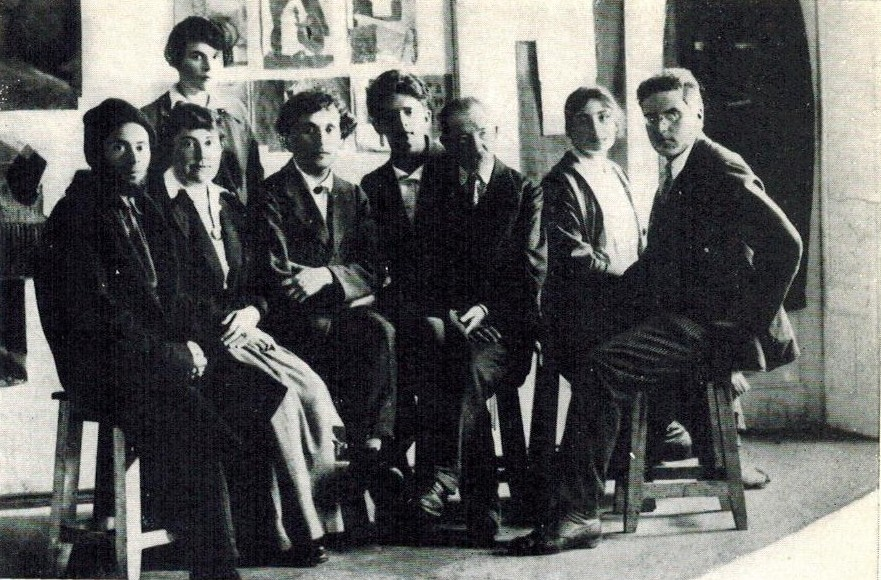
Преподаватели Народного художественного училища. Витебск, 26 июля 1919 года. Сидят слева направо: Эль Лисицкий, Вера Ермолаева, Марк Шагал, Давид Якерсон, Юдель Пэн, Нина Коган, Александр Ромм. Стоит делопроизводительница училища

В условиях гражданской войны, в прифронтовом Витебске, с дефицитом помещений для госпиталей и казарм, Шагалу удалось добиться выделения для учебного заведения национализированного особняка со всей обстановкой, принадлежавшего ранее одному из директоров акционерного товарищества «Витебский трамвай» И. В. Вишняку по адресу ул. Бухаринская, 10 (ныне ул. Правды, 5). Во многом Марка Шагала поддерживал и способствовал отдел ИЗО Наркомпроса и его заведующий Д. Штеренберг. Народное художественное училище организовывалось как трудовая школа. Были спланированы художественно-производственные мастерские для выполнения заданий-заказов, предусмотрено исполнение плакатов, лозунгов, рекламных вывесок и т. д. В витебской печати была опубликована программа школы, в которой указывалось, что функционирование таких мастерских должно содействовать украшению города. Наряду с учебными предметами практического плана были и теоретические, например, «теоретическое ознакомление с методами современного „левого искусства“». Марк Шагал пишет в своей статье «О Витебском Народном художественном училище»: «Мечты о том, чтобы дети городской бедноты, где-то по домам любовно пачкавшие бумагу, приобщались к искусству, — воплощается… Мы можем себе позволить роскошь „играть с огнём“, и в наших стенах представлены и функционируют свободно руководства и мастерские всех направлений от левого до „правых“ включительно». Шагал пригласил в Витебск художников из Москвы и Петрограда на преподавательскую работу, руководил оргкомитетом по устройству художественного училища и коммунальной мастерской. Он ускорил набор учащихся и наделил коммунальную мастерскую монопольным правом проведения художественно-производственных работ в городе. На заявлениях о приёме в коммунальную мастерскую от членов артели живописцев и Секции живописцев при Витебском отделе Всероссийского союза строительных работников стояла резолюция Шагала: «Принять их на равных началах согласно выработанному уставу» с дополнением: «и обязательно как учащихся школы». В декабре 1918 года состоялся конкурс по выполнению эскизов художественных вывесок для школ и культурно-просветительных учреждений, членами жюри которого были Добужинский М. В., М. Шагал, Я. Тильберг и других. 20 декабря 1918 года пришла телеграмма из Петрограда: «Утверждены коллегией Добужинский директор, руководители Радлов, Тильберг, Шагал, Любавина». Официальное открытие училища состоялось 28 января 1919 года. Добужинский М. В. вскоре ушёл из училища, и в феврале-марте 1919 года его возглавил Марк Шагал, продолжая воплощать в жизнь свою идею училища как системы свободных мастерских, руководителями которых выступали художники разных направлений со своим видением задач и методов преподавания. «Шагаловский этап» в истории учебного заведения отличается демократизмом и лояльностью по отношению к художникам-педагогам. При Шагале начала складываться система художественного образования в губернии, были открыты художественные школы (студии) в уездных городах Велиже, Невеле, Лепеле, Орше, Полоцке. Все они просуществовали недолго и из-за прекращения финансирования были закрыты в начале 1920-х годов.

## Период Малевича
С середины 1919 года Марк Шагал приглашает своего учителя Юделя Пэна руководить мастерской в Народном художественном училище, и студия Пэна становится филиалом училища. В мае 1919 года по приглашению Шагала в Витебск из Москвы приезжает Эль Лисицкий. Он преподаёт основы архитектуры, графику и печатное дело. Позднее он приглашает в Витебск Казимира Малевича. Малевич приезжает в Витебск в конце октября 1919 года. Витебский период жизни Малевича характеризовался борьбой с Марком Шагалом за переустройство системы преподавания в художественном училище вплоть до отъезда Малевича в Петроград. Совместно с единомышленниками, которых он обрёл здесь великое множество, он создаёт группу «УНОВИС» и напряжённо работает, создавая теорию нового искусства. «Лисицкий оказывается в сложной этической ситуации выбора между своим учителем Шагалом и Малевичем — лидером радикально настроенной художественной молодёжи. Приняв сторону Малевича, Лисицкий становится его последователем, адептом и испытывает мощный импульс воздействия супрематической концепции». Летом 1921 года Лисицкий был отозван в Москву преподавать курс истории архитектуры и монументальной живописи во ВХУТЕМАСе.
Весной 1919 года в Витебск приехала Ермолаева В. М. и приступила к работе в художественном училище в качестве руководителя мастерской и заместителя директора училища. Активно поддерживая начинания Казимира Малевича, Ермолаева была одним их инициаторов создания УНОВИС, участвовала в создании эскизов театральных костюмов к постановке футуристической супрематической оперы Кручёных А. Е. на музыку Матюшина М. В. «Победа над солнцем» (январь — февраль 1920 года). Когда в конце мая — начале июня 1920 года Марк Шагал, устав от противостояния с Казимиром Малевичем и от административно-организационной нагрузки, заслонившей творческие задачи, покинул Витебск, Ермолаева стала руководителем училища, которое теперь стало называться «Витебские государственные свободные художественные мастерские». Круглая печать училища в период зимы — весны 1920 года, то есть ещё во времена директорства Марка Шагала, имела две надписи: в центре — «1-е Витебское Высшее народное художественное училище», а по кругу — «Свободные государственные художественные мастерские». Это объясняет, почему в документах 1920 года использовались оба варианта названия учебного заведения. В конце 1921 — начале 1922 годов училище получило статус Художественно-практического института, ректором которого стала Ермолаева и была им до своего отъезда в Петроград в августе 1922 года. Учебный процесс в Витебских государственных свободных художественных мастерских стал осуществляться на основе выработанной Казимиром Малевичем и членами УНОВИС системы. В «Альманахе УНОВИСа № 1» (Витебск, 1920) была опубликован Программа единой аудитории живописи коллектива «УНОВИС». Она начиналась с вводного курса по освоению живописной и скульптурной формы, объёма, плоскости, затем предполагала последовательное изучение сезаннизма, кубизма, футуризма, супрематизма. Малевич пропагандировал свой собственный метод творчества, являясь единственным теоретиком и исследователем по вопросам нового искусства. Он создал учебную жизнь целого ряда учебных коллективов мастерских и покинул Витебск на рубеже 1921—1922 годов, когда вокруг художественно-практического института сгустилась атмосфера непонимания и недоброжелательности, материальное положение педагогов стало критическим, и о дальнейшей продуктивной работе не могло быть и речи. Некоторые витебские соратники Малевича оставили институт и уехали вслед за ним в Петроград — Ермолаева В. М., Н. И. Коган и некоторые выпускники института.
В мае 1922 года прошёл первый и единственный выпуск в Витебском художественно-практическом институте. Дипломы об окончании получили 11 человек, ещё 17 студентов были переведены в высшие художественные учебные заведения Москвы и Петрограда. Выпускниками института стали Т. Г. Бейнарович, супрематист И. Т. Гаврис, Н. И. Гусев, М. С. Векслер, Н. И. Коган, Г. И. Носков, Н. М. Суетин, Л. М. Хидекель, И. Г. Чашник, Л. А. Юдин, С. Б. Юдовин, в графе специальность у большинства из них было указано — художник-конструктивист.
Любопытная деталь: некоторые из выпускников, будучи ещё студентами, являлись одновременно руководителями Витебских свободных мастерских, затем института. Это М. Векслер, Н. Коган, Г. Носков, С. Юдовин, а И. Гаврис с осени 1921 года являлся даже заместителем В. Ермолаевой и руководил институтом во время её командировок. 1922—1923 учебный год стал последним годом существования художественно-практического института. К осени в его штате осталось 5 преподавателей, секретарь и служитель. Исполняющим обязанности ректора стал Иван Трофимович Гаврис, которому В. Ермолаева передала дела перед отъездом в Петроград.
Осенью 1922 года в момент глубокого кризиса в Витебском художественно-практическом институте, на общем собрании Юдель Пэн избирается проректором по учебной части и членом правления, а Юдовин С. Б. проректором по хозяйственной части. Руководство учебными мастерскими осуществляли также А. Бразер и Е. Минин.

## Период Керзина
В начале апреля 1923 года в институте началась ревизия, в результате которой Художественно-практический институт в августе-сентябре 1923 г. был реорганизован с понижением статуса — в Художественный техникум (ВХТ), что было ознаменовано сильным конфликтом педагогов с новым директором. Губернское начальство не только приняло решение о реорганизации художественно-практического института, но и привлекло к преподавательской работе в техникуме коллектив художников-педагогов из находившейся неподалёку от Витебска художественной школы в Велиже. Из Велижа в Витебск приехали выпускники Академии художеств М. Керзин, В. Волков, М. Энде и М. Лебедева, несколько позже к ним присоединился В. Хрусталёв. С 1923 года, как техникум, находился в помещении бывшей синагоги по ул. Володарской (ныне ул. Суворова). Комиссия учителей, в которую входил Юдовин С. Б., не смогла воспротивиться переводу учебного заведения из особняка («дом Вишняка») на ул. Бухаринской в неприспособленное здание бывшей Любавичской синагоги на ул. Володарского, 15. Затем новый директор, Керзин М. А. принял решение перепроверить знания всех бывших студентов и стал единолично решать вопросы организации обучения. Сочтя это унизительным, Пэн Ю. М. (проректор по учебной работе), Юдовин С. Б., Минин Е. С. и группа студентов 23 сентября 1923 г. выступили с коллективным заявлением об уходе и покинули институт. Юдель Пэн до своей трагической гибели в ночь на 1 марта 1937 года продолжал занятия с молодёжью в более скромных масштабах в своей мастерской на Гоголевской улице. Михаил Керзин был директором техникума до 1932 года, после чего был переведён в Минск. После него директором был назначен Вольский Виталий Фридрихович.

## Итоги
Согласно плану Охобра Главпрофобра Витебский художественный техникум был предназначен для обслуживания всего Западного края, в стране действовало только 4 подобных заведения. В апреле 1924 года Витебск вместе с несколькими уездами Витебской губернии вошёл в состав БССР, и Витебский техникум получил название Белорусский художественный техникум. До 1941 года в Минске художественное учебное заведение так и не было создано, поэтому Витебск был не только культурной столицей, но и главным учебно-педагогическим центром изобразительного искусства республики. В техникуме были созданы отделения живописи и скульптуры, в 1925—1930 годах первый белорусский художник-керамист Николай Михолап вёл подготовку специалистов на гончарно-керамическом отделении, в 1930—1936 годов работало полиграфическое отделение. Техникум был преобразован в училище в связи с острой потребностью в кадрах учителей ИЗО для школ республики. Учебный план был дополнен такими дисциплинами, как педагогика и методика преподавания рисования. Первый выпуск училища состоялся в 1938 году. Среди выпускников техникума (с 1934 года — Витебского художественного училища) — имена ведущих белорусских живописцев и графиков: Евгения Зайцева, Виталия Цвирко, Натана Воронова, Адольфа Гугеля, Раисы Кудревич, Павла Масленикова, Александра Волкова, Петра Явича и многих других.
В настоящее время в помещении бывшего училища размещается Витебская детская художественная школа № 1. На здании пять мемориальных досок: скульпторам Герою Социалистического Труда, лауреату Государственных премий, народному художнику СССР Заиру Азгуру, лауреату Ленинской премии, народному художнику БССР Сергею Селиханову, народному художнику БССР Андрею Бембелю и народному архитектору СССР, лауреату Государственной премии БССР Владимиру Королю и народному писателю Беларуси Василю Быкову.

## Известные преподаватели
В разное время в училище преподавали:
- Ахремчик, Иван Осипович (1931—40) — художник, народный художник БССР.
- Богуславская, Ксения Леонидовна (1919) — художник-авангардист, дизайнер. Заведовала мастерской современного прикладного искусства. Жена И. А. Пуни.
- Бразер, Абрам Маркович (1918—1923) — скульптор, живописец и график.
- Волков, Валентин Викторович (1923—1927) — живописец.
- Горбовец, Зиновий Исаакович (1925) — художник график, член Союза художников СССР.
- Дежиц, Валентин Константинович (1931—1941) — живописец, художник-график.
- Добужинский, Мстислав Валерианович (1919) — мастер городского пейзажа, график. Первый директор училища.
- Ермолаева, Вера Михайловна (1919—1922) — живописец, график, художник-иллюстратор, деятель русского авангарда. В 1920 году, после Шагала, стала заведующей училищем . Член УНОВИС.
- Керзин, Михаил Аркадьевич (1923—1932) — скульптор, заслуженный деятель искусств Белорусской ССР. Директор художественного техникума.
- Коган, Нина Иосифовна (1919—?) — художник-авангардист, иллюстратор детских книг. Вела занятия в подготовительном классе. Член УНОВИС.
- Лейтман, Лев Маркович (1931—1941) — художник, график, заслуженный деятель искусств Белорусской ССР.
- Лисицкий, Лазарь Маркович (Эль Лисицкий) (1919—1920) — советский художник и архитектор. Авангардист.
- Малевич, Казимир Северинович (1919—1922) — российский и советский художник-авангардист, основатель супрематизма.
- Минин, Ефим Семёнович (1922—1937) — график.
- Михолап, Николай Прокопьевич (1925—1930) — художник-керамист. Руководил гончарно-керамическим отделением.
- Мозолёв, Александр Петрович (1939—1941) — живописец, график.
- Пуни, Иван Альбертович (1919) — художник-авангардист (супрематист, кубист). Муж К. Л. Богуславской.
- Пэн, Юдель Моисеевич (1919—1937) — живописец, наставник Марка Шагала. Вёл живописно-рисовальные классы.
- Ромм, Александр Георгиевич (1919—1922) — график, искусствовед. Руководил мастерской рисунка, давал лекции по истории искусства.
- Руцай, Вячеслав Николаевич (1905—1982) — живописец.
- Тильберг, Иван Христофорович (Янис Робертс Тильбергс) (1919) — латышский живописец, график и скульптор, народный художник Латвии (1955). В училище был руководителем скульптурной мастерской.
- Фальк, Роберт Рафаилович (1921—?) — российский живописец. Периодически преподавал в училище.
- Фогт, Фёдор Адольфович (1928—1939) — график, мастер плаката, живописец, театральный художник. Преподавал, с 1928 до 1934 был заместителем директора и завучем.
- Хрусталёв, Владимир Яковлевич — художник.
- Марк Шагал (1919—1920) — художник-авангардист. Основатель, директор (после Добужинского), руководитель «свободной» мастерской.
- Энде, Михаил Георгиевич (1923—1931) — живописец, график. Преподавал специальные дисциплины.
- Юдовин, Соломон Борисович -с 1922 по сентябрь 1923 года преподаватель спецдисциплин в графической мастерской института, проректор по хозяйственной части.
- Якерсон, Давид Аронович (1919—?) — скульптор, график, оформитель. Уроженец Витебска. Руководил скульптурной мастерской после ухода Тильберга.

## Известные выпускники
- Азгур, Заир Исаакович — скульптор, народный художник СССР. Учился у Марка Шагала и Михаила Керзина.
- Антощенко-Оленев, Валентин Иосифович — казахский график, живописец. Ученик Шагала в 1918—19 годах.
- Ахола-Вало, Александр — белорусско-финский живописец, график, писатель. Учился в 1921—22 годах, ученик Пэна, Ермолаевой, Юдовина.
- Басов, Бениамин Матвеевич — живописец, художник-график. Окончил техникум в 1933 году.
- Бейлин Лев Савельевич (1924—2018) — художник, график и живописец, учился в Витебском художественном училище. Его работы представлены в Осташковском краеведческом музее и художественной галерее, а также находятся в частных коллекциях.
- Белоусов, Владимир Прокофьевич — художник кино, заслуженный деятель искусств Белорусской ССР. Окончил училище в 1941 году.
- Бембель, Андрей Онуфриевич — скульптор, народный художник БССР, профессор. Учился в 1924—27 годах.
- Борушко, Николай Фомич — художник-архитектор, профессор ЛВХПУ имени В. И. Мухиной. Учился в 1922—25 годах.
- Василь Быков — народный писатель Беларуси, общественный деятель. Учился в 1939—40 годах[11].
- Векслер, Абрам Соломонович — художник-постановщик в кино («Поднятая целина», «Укротительница тигров» и мн. др.), график. Отец кинооператора Ю. А. Векслера. Учился у Пэна, Ермолаевой, Малевича.
- Векслер, Михаил Соломонович — художник-оформитель, график. Ученик Шагала, Ермолаевой, Малевича. Член УНОВИС. Окончил училище в 1922 году.
- Виханский, Самуил Ниссонович — живописец. Ученик Пэна.
- Волхонский, Эфраим Борисович — живописец. Ученик Пэна, Ермолаевой.
- Воронов, Натан Моисеевич — живописец, педагог, окончил техникум в 1935 году.
- Гаврис, Иван Трофимович — живописец, педагог, общественный деятель. Ученик Ермолаевой, Малевича.
- Генин, Давид Пейсахович — художник-акварелист, пейзажист.
- Гершов, Соломон Моисеевич — художник. Ученик Пэна.
- Глебов, Алексей Константинович — скульптор, народный художник БССР. Окончил техникум в 1930 году.
- Гурович, Эмма Ильинична — художница по ткани. Ученица Ермолаевой, Малевича.
- Гусев, Николай Иванович — живописец. Окончил училище в 1926.
- Давидович, Исаак Аронович — художник-живописец, график.
- Дежиц, Валентин Константинович — живописец, художник-график и педагог. Окончил техникум в 1926 году.

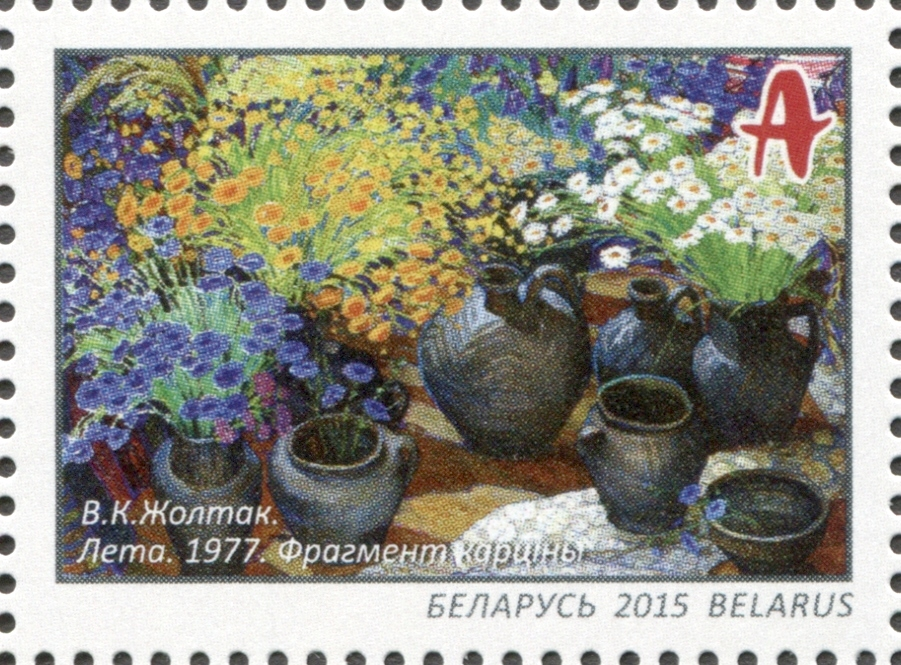
В. К. Жолток. Лето. 1977. Фрагмент картины. Марка Белоруссии, 2015

- Жолток, Валерьяна Константиновна — живописец, заслуженный деятель искусств Белорусской ССР. Окончила училище в 1939 году.
- Заборов, Абрам Борисович — живописец, график. Окончил техникум в 1930 году.
- Зайцев, Евгений Алексеевич — живописец, народный художник БССР. Учился в 1926—1930 годах.
- Зевин, Лев Яковлевич — живописец, график, театральный художник. Ученик Пэна, Шагала, Фалька.
- Зельдин, Исаак Меерович — живописец. Ученик Пэна.
- Кабищер-Якерсон, Елена Аркадьевна — живописец и график. Училась в училище в 1918—21 годах у Пэна, Якерсона (будущего мужа).
- Каган, Анна Александровна(Хая Каган) — живописец, дизайнер. Ученица Ермолаевой, Малевича.
- Король, Владимир Адамович — архитектор, народный архитектор СССР. Учился в 1927—1931 годах.
- Космачёв, Константин Михайлович — художник, заслуженный деятель искусств БССР (1963). Учился в 1928—1932 годах.
- Кунин, Моисей Абрамович — живописец, эстрадный актёр. Ученик Пэна, Шагала, Фалька.
- Курочкин, Аким Григорьевич — скульптор. Окончил художественный техникум в 1934 году[12].
- Лейтман, Лев Маркович — художник-график.
- Лерман, Моисей Маркович (Меерович) — архитектор. Ученик Пэна.
- Лившиц, Хаим Моисеевич — художник, педагог. Ученик В. Хрусталёва, М. Эндэ, Ф. Фогта. Окончил техникум в 1930 году.
- Магарил, Евгения Марковна — живописец, график. Ученица Ермолаевой, Малевича.
- Маслеников, Павел Васильевич — живописец, театральный художник. Окончил училище в 1938 году.
- Мерлинский, Григорий Маркович— драматический актёр, артист театра им. Вахтангова. Ученик Пэна.
- Минин, Ефим Семёнович — график. Ученик Пэна, Юдовина.
- Мирингоф, Залман Исаакович — живописец. Учился у В. Волкова, М. Эндэ, Ф. Фогта. Погиб в Минском гетто (1942).
- Моносзон, Монос Исаакович— белорусский живописец. Окончил техникум в 1929 году[13].
- Морачев, Дмитрий Андреевич— живописец, ученик Пэна, Фалька.
- Николаев, Евгений Дмитриевич — театральный художник, народный художник БССР. Окончил техникум в 1933 году. Работал в театре имени Якуба Коласа (с 1944 года — главный художник).
- Носков, Георгий Иванович— художник, скульптор. Ученик Якерсона, Ермолаевой, Малевича.
- Орлов, Александр Николаевич — советский скульптор. Погиб в фашистском концлагере.
- Раяк, Ефим Моисеевич (Рояк) — архитектор, художник. Ученик Пэна, Ермолаевой, Малевича.
- Санников, Дмитрий Николаевич — художник. Ученик Ермолаевой, Малевича.
- Селиханов, Сергей Иванович — скульптор, народный художник БССР. Учился в училище в 1933—37 годах.
- Суетин, Николай Михайлович— художник-дизайнер. Обучался в 1918—1922 гг. у Пуни, Ермолаевой, Малевича. Член УНОВИС.
- Суховерхов, Владимир Павлович — живописец, заслуженный деятель искусств БССР (1955), учился в 1926—1930 годах.
- Таурит, Роберт Карлович — скульптор, соавтор мемориала на Пискарёвском кладбище в Санкт-Петербурге. Ученик Тильберга, Якерсона.
- Трус, Анатолий Михайлович — советский актёр театра и кино, народный артист БССР, заслуженный деятель искусств БССР. Окончил техникум в 1930 году.
- Фрумак, Рувим Залманович — живописец. Ученик Пэна.
- Хидекель, Лазарь Маркович— архитектор, живописец. Ученик Добужинского, Шагала, Лисицкого, Малевича.
- Цвирко, Виталий Константинович — живописец, народный художник БССР. Учился с 1929 по 1932 год.
- Циперсон, Лев Осипович — живописец, архитектор. Ученик Шагала, Ермолаевой, Малевича.
- Чашник, Илья Григорьевич — живописец, график. Ученик Шагала, Лисицкого, Малевича. Член УНОВИС.
- Эйдельман, Илья Соломонович — художник-график, погиб в блокадном Ленинграде. Ученик Пэна.
- Юдовин, Соломон Борисович — график, окончил Художественно-практический институт в 1922 году, после чего был избран его проректором по хозяйственной части.
- Юдин, Лев Александрович — живописец, график. Ученик Тильберга, Якерсона, Ермолаевой, Малевича.